# Марміон (поема)
«Марміон» (англ. Marmion: A Tale of Flodden Field) - поема, історичний роман у віршах шотландського письменника Вальтера Скотта 1808 року. Події роману відбуваються в 16 столітті і обертаються навколо історичних подій, пов’язаних з битвою біля Флоддена (1513 р.), зосереджуючись на темах лицарства, героїзму, кохання, зради та війни в середньовічній Англії та Шотландії. Головний герой поеми лорд Марміон - лицар, чиє життя пов’язане з долею Шотландії. 
Поема розділена на шість частин, в кожній з яких представлений багатий опис природи, динамічні битви та складні взаємовідносини між персонажами.   